# Erateina obtusa
Erateina obtusa är en fjärilsart som beskrevs av Max Joseph Bastelberger 1911. Erateina obtusa ingår i släktet Erateina och familjen mätare. Inga underarter finns listade i Catalogue of Life.